# 1956年邦界重劃法
1956年邦界重劃法是印度在1956年通過的一條法律，旨在按語言分佈重畫各一級行政區之間的界線。該法案也是印度自獨立後至今最大的一次邦界重劃。該法律頒布於1956年8月31日，生效於同年11月1日。